# حمزة السمومي
حمزة السمومي هو لاعب كرة قدم مغربي من مواليد 2 نوفمبر 1992، يشغل مركز مدافع بنادي الفتح الرباطي المغربي.

## روابط خارجية
- حمزة السمومي على موقع قاعدة بيانات كرة القدم.إي يو (الإنجليزية)
- حمزة السمومي على موقع ناشيونال فوتبول تيمز (الإنجليزية)

- معلومات حمزة السمومي على موقع eurosport عربية